# Takahiro Sunada
Takahiro Sunada (jap. 砂田貴裕 Sunada Takahiro; ur. 19 stycznia 1973) – japoński lekkoatleta ultramaratończyk i maratończyk. 
Jest rekordzistą świata w biegu na 100 kilometrów – 6:13:33 (21 czerwca 1998, Yubetsu). Swój najlepszy czas w biegu maratońskim (2:10:07) ustanowił 10 września 2000 w Berlinie zajmując czwarte miejsce.

## Osiągnięcia
| Rok  | Zawody                         | Miejsce                        | Pozycja | Wydarzenie   | Wynik   |
| ---- | ------------------------------ | ------------------------------ | ------- | ------------ | ------- |
| 1998 | Lake Saroma Ultramarathon      | Tokoro, Japonia                | 1       | Ultramaraton | 6:13:33 |
| 1999 | IAU 100 km World Championships | Chavagnes-en-Paillers, Francja | 3       | Ultramaraton | 6:26:06 |
| 2000 | IAU European Championships     | Belvès, Francja                | 1       | Ultramaraton | 6:17:17 |
| 2000 | Maraton Berliński              | Berlin, Niemcy                 | 4       | Maraton      | 2:10:07 |